# Andreas Reinke
Andreas Reinke (nascut el 10 de gener del 1969) és un exfutbolista alemany, que jugava a la posició de porter.
Reinke jugà en el Werder Bremen des de la temporada 2003-04 fins a la seva retirada en 2007, i abans ho havia fet al Reial Múrcia CF, en l'Iraklis Saloniki de Grècia, 1. FC Kaiserslautern, FC St. Pauli, Hamburger SV, Dynamo Schwerin, i Dynamo Güstrow.

## Palmarès
El major èxit ha estat una lliga alemanya la temporada 1997-1998 amb el Kaiserslautern. A més, també ha guanyat dues Copes d'Alemanya en el 1996 amb el Kaiserlautern i en el 2004 amb el Werder Bremen. El 2003, guanyà el Trofeu Zamora de Segona Divisió.